# Schloss Bellevue

Schloss Bellevue

Das Schloss Bellevue [ʃlɔs bɛlˈvyː] ⓘ (französisch für Schöne Aussicht) ist ein Baudenkmal am Spreeweg 1 im Berliner Ortsteil Tiergarten. Es liegt am Nordrand des Großen Tiergartens zwischen der Spree und der Siegessäule. Die klassizistische Dreiflügelanlage nach französischem Muster wurde 1785/1786 von Michael Philipp Boumann als Sommerresidenz für den preußischen Prinzen August Ferdinand erbaut und seitdem mehrmals umgebaut.
Nach schweren Beschädigungen im Zweiten Weltkrieg wurde das Schloss von 1955 bis 1959 nach dem traditionellen barocken Schlossbauschema äußerlich originalgetreu wiederaufgebaut. Die Fassaden sind im Stil des Frühklassizismus gestaltet. Nachdem sich der 12. Deutsche Bundestag 1991 für den Umzug des Parlaments nach Berlin entschieden hatte, verlegte Bundespräsident Richard von Weizsäcker im Januar 1994 den ersten Amtssitz des Staatsoberhauptes von der Villa Hammerschmidt in Bonn nach Berlin.

## Baugeschichte

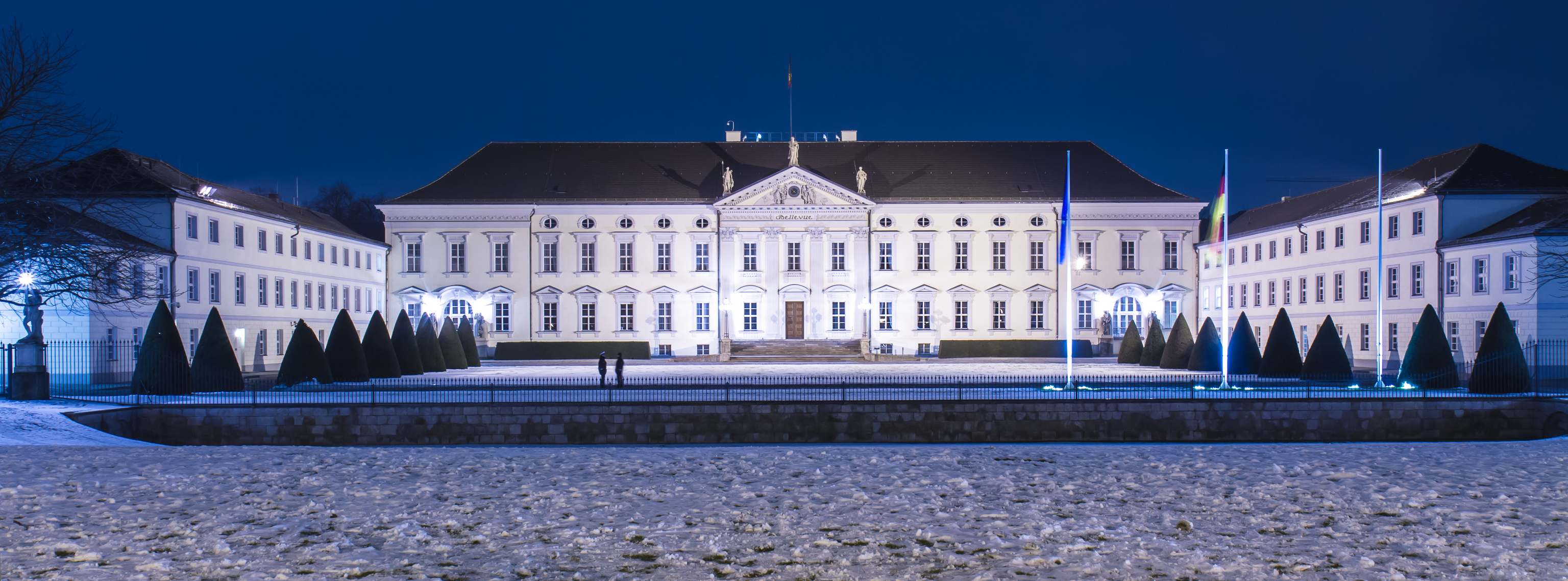
Nachtansicht

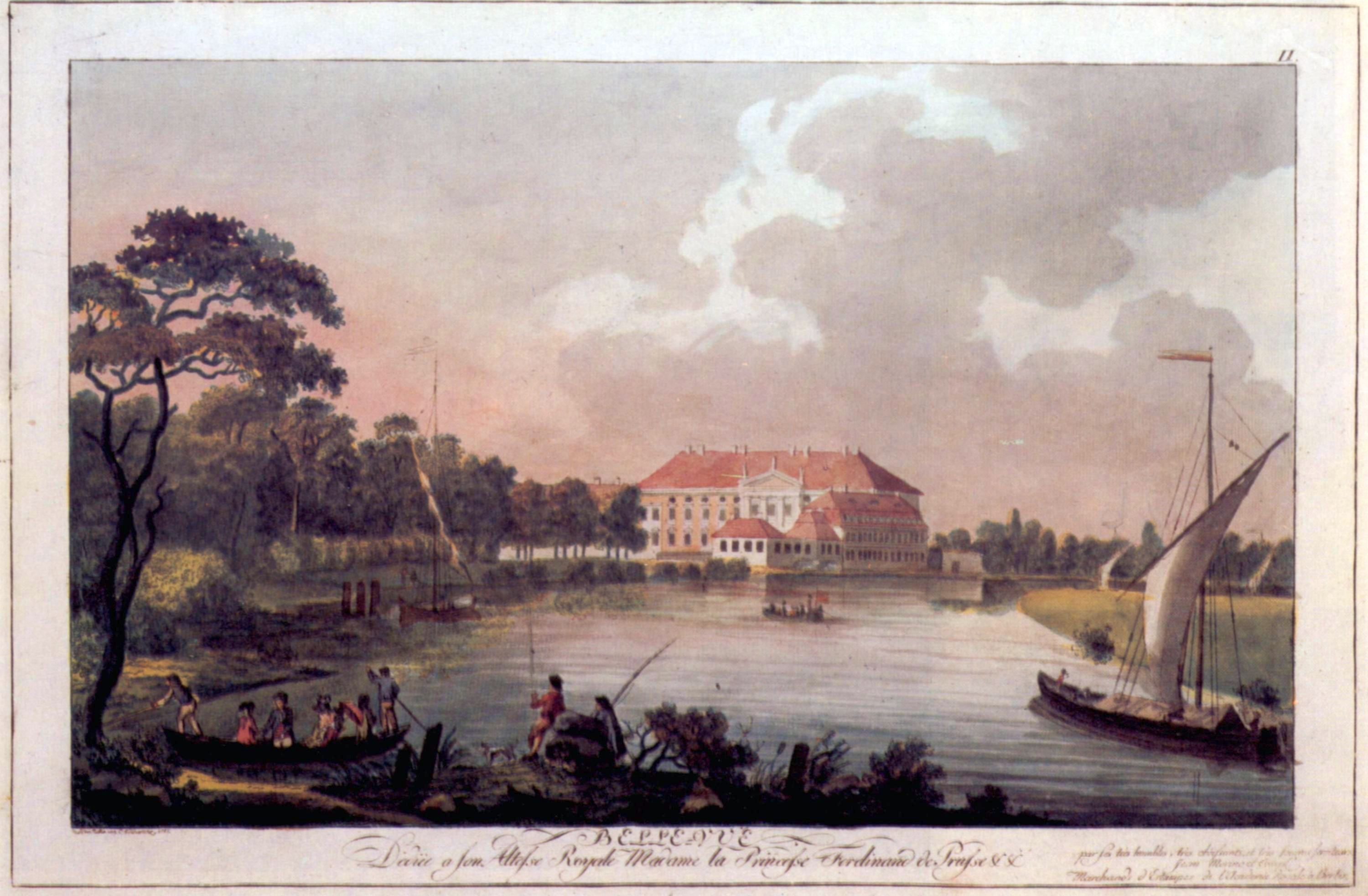
Schloss Bellevue, Aquarell von Carl Benjamin Schwarz, 1797

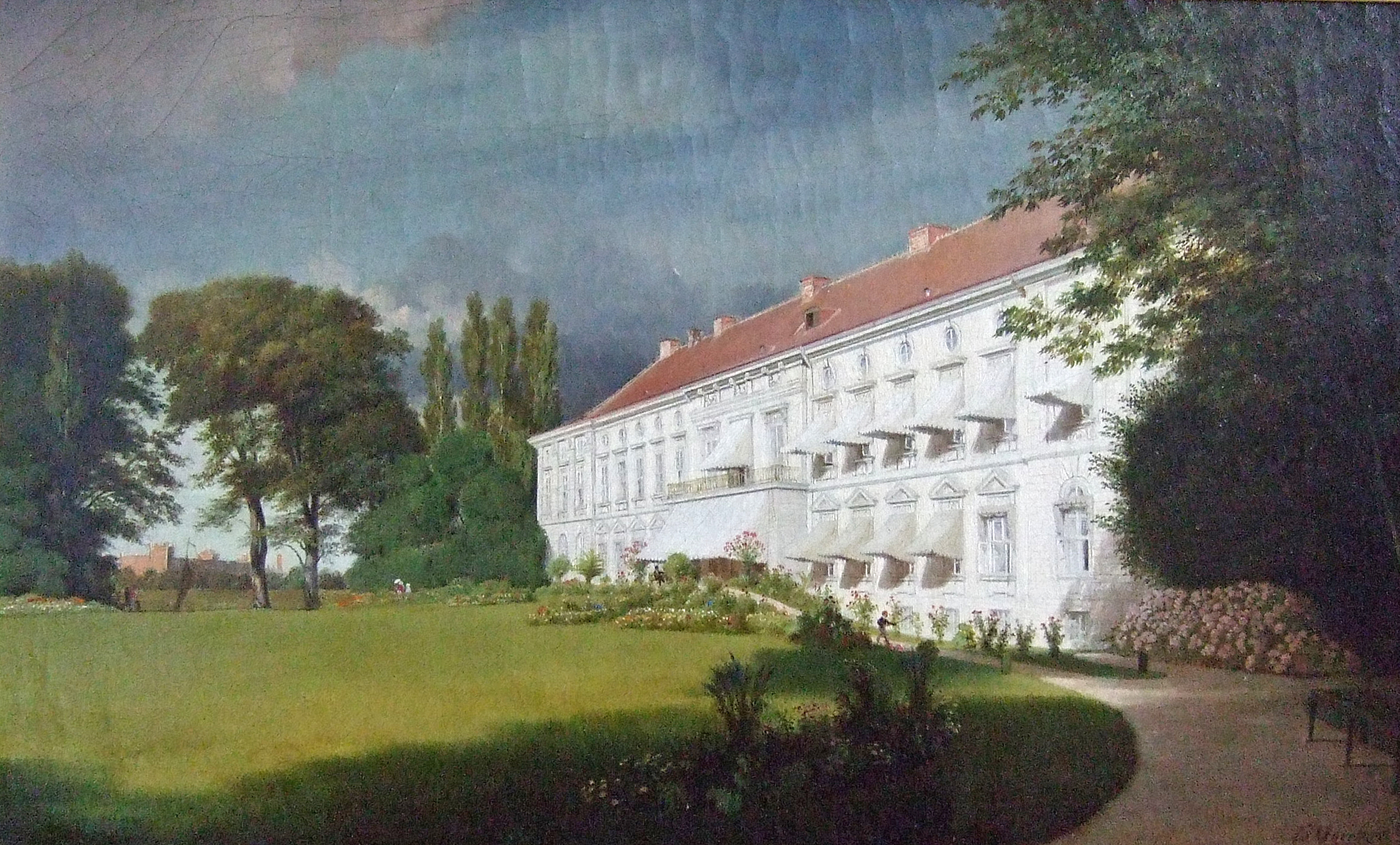
Schloss Bellevue von der Gartenseite, Gemälde von Eduard Gaertner, 1847

Das Schloss wurde im Auftrag des jüngsten Bruders von Friedrich II., Ferdinand von Preußen, nach Plänen von Michael Philipp Boumann in den Jahren 1785 und 1786 in der Übergangsphase zwischen Rokoko und Klassizismus besonders sparsam und zweckorientiert errichtet. Der 18 Jahre jüngere Bruder von Friedrich II. lebte mit seiner Familie größtenteils am Wilhelmplatz (im Johanniterordenspalais, kurzzeitig auch im Palais Marschall), und im Gegensatz zu seinem weit außerhalb der Stadt gelegenen Schloss Friedrichsfelde, das er 1785 verkaufte, lag der Neubau nahe der Berliner Altstadt im Großen Tiergarten. Diesen hatte sein Bruder 1742 durch Niederlegung der Wildgatter von einem königlichen Jagdpark in einen Lustpark für die Bevölkerung umgestalten lassen. Der Prinz bezog Schloss Bellevue 1786, im Todesjahr seines Bruders Friedrichs des Großen.
Durch den ausdrücklichen Wunsch des Bauherrn, das ältere, seit 1764 bestehende Gebäude zu erhalten, waren Richtung und Lage des Schlosses innerhalb des Tiergartens vorgegeben. Michael Philipp Daniel Boumann orientierte sich am Schloss in Wörlitz, das 1769–1773 von Friedrich Wilhelm von Erdmannsdorff im neuen klassizistischen Stil nach englischen Vorbildern erbaut worden war. Zu den zahlreichen früheren Grundstücksbesitzern hatte Georg Wenzeslaus von Knobelsdorff gehört, der sich 1746 etwas südlich des heutigen Schlosses ein Sommerwohnhaus errichtet hatte. Boumann musste ein schon vorhandenes Gebäude, eine zum Wohnhaus umgebaute Lederfabrik am Spreeufer, in den Neubau als rechten Flügel einbeziehen.
Der königliche Landsitz gilt als erster klassizistischer Bau Preußens. Das Schloss entstand als eine Dreiflügelanlage, bestehend aus dem langgestreckten, zweieinhalbgeschossigen Hauptbau sowie ein eingeschobenes Mezzaningeschoss und den beiden zweigeschossigen Seitenflügeln (links Damenflügel, rechts Spreeflügel) im frühklassizistischen Stil. Die insgesamt 19 Fensterachsen des mittleren Flügels gliedert ein dreiachsiger Mittelrisalit mit einem figurenbekrönten Dreiecksgiebel, der auf vier Pilastern im korinthischen Stil ruht, enthielt aber ursprünglich keinen Eingang. Das Schloss konnte damals nur durch die Torbögen der Seitenrisalite betreten werden. Die niedrigen dreigeschossigen Seitenflügel, die den Cour d’honneur einfassen, sind ganz schlicht gehalten. Dem Spreeflügel ist ein Torhaus vorgelagert. Die alten Mansarddächer hat man 1938–39 durch flache Walmdächer ersetzt.
Über dem Gebälk des Mittelrisalits ist in vergoldeten Lettern „Bellevue“ zu lesen. Das anfangs leere Giebelfeld wurde 1790 mit einer Uhr und rahmenden Relieffiguren aus Sandstein von Christian Eckstein und Johann Gottlob Heymüller versehen. Die Personifikationen von Ackerbau, Jagd und Fischzucht erinnern an die einstige ländliche Umgebung des Schlosses. Seinen Namen Bellevue verdankte das Schloss aufgrund des umrahmt von Gewächshäusern, Gartensalons und einer Meierei schönen Ausblicks nach Westen aus dem Wohntrakt Corps de Logis, weit über den Park und die mäandernde Spree bis zur Kuppel des Schlosses Charlottenburg. Der unter der Leitung des Hofgärtners Weil angelegte Schlosspark, einer der ältesten Landschaftsgärten in Preußen, zeichnet sich durch ein System fächerartiger Sichtachsen aus, das bis heute erhalten ist. Seit den 1880er Jahren trifft er dort nach 400 m auf den Viadukt der Berliner Stadtbahn. An der zum Garten gerichteten Rückseite wird die zurückhaltende, vornehme Gestaltung fortgesetzt. In der Mittelachse ist über vier rustizierten Wandpfeilern ein Balkon ausgebildet, während eine Streifenquaderung die Seitenrisalite hervorhebt.
Das Innere des Schlosses wurde wiederholt umgestaltet. Bereits drei Jahre nach seiner Fertigstellung errichtete Carl Gotthard Langhans einen seiner berühmten ovalen Säle. Acht eingestellte korinthische Säulen trugen ein flaches Gewölbe. An den Längsseiten waren Kamine ausgebildet, gerahmt von Atlanten auf Hermenpfeilern, während sich in den vom Oval ausgesparten Zwickeln die Eingangstüren öffneten. Die Supraporten in Form von Rundnischen mit Sphingen, die Pilaster und Säulen sowie die Wandflächen in einer fein abgestimmten Farbgebung gaben dem Saal eine vornehme Note. Heute ist dieser der einzige weitgehend im Original erhaltene Raum des Schlosses. Im Jahr 1938 erfolgte eine Umgestaltung zum Gästehaus der Reichsregierung durch Paul Otto August Baumgarten. Dabei wurden die beiden heute als gewölbte Fenster der Seitenrisalite erkennbaren Eingänge zugemauert und der jetzige Mitteleingang samt Freitreppe geschaffen. An den linken Seitenflügel wurde ein L-förmiger Erweiterungsbau angefügt, der sogenannte Ministerflügel. Knobelsdorffs Meierei musste modernen Wirtschaftsgebäuden weichen. Den im Park errichteten Ersatzbau bewohnte bis zur Kriegszerstörung der Schauspieler, Regisseur und Generalintendant des Preußischen Staatstheaters Gustaf Gründgens’.
Bereits im April 1941 bei einem britischen Luftangriff von Brandbomben getroffen und ausgebrannt, wurde das Schloss nach Ende des Zweiten Weltkriegs zunächst notdürftig gesichert und von 1954 bis 1959  unter Leitung von Hinnerk Scheper durch den Architekten Carl-Heinz Schwennicke als Berliner Amtssitz des Bundespräsidenten mit Ausnahme des Ministerflügels wieder aufgebaut. Aus westdeutscher Sicht war gemäß Artikel 23 des Grundgesetzes für die Bundesrepublik Deutschland ein solcher Amtssitz in Berlin mit dem Viermächte-Status der Stadt vereinbar. Aus der Entstehungszeit blieb dabei lediglich der 1791 von dem Architekten Carl Gotthard Langhans entworfene Ballsaal im Obergeschoss des Schlosses erhalten. Es wurde im Stil der 1950er Jahre eingerichtet, was später als „Mischung aus Filmstar-Sanatorium und Eisdiele“ verspottet wurde.
1986/1987 ließ Bundespräsident Richard von Weizsäcker das Schloss durch den Architekten Otto Meitinger anlässlich einer Sanierung im Inneren durchgreifend umgestalten, um die Räume dem Charakter des äußeren historischen Erscheinungsbildes anzugleichen, wobei auch die Raumfolge nach Plänen aus der Zeit vor der Zerstörung wiederhergestellt wurde. Weizsäcker ließ das Schloss mit einem Teil der wertvollen Empire-Möbel-Sammlung aus Schloss Wilhelmshöhe in Kassel als Dauerleihgabe möblieren. Die Empiremöbel fügen sich in den stilistischen Kontext des Frühklassizismus ein, dessen bedeutendster deutscher Vertreter Langhans war, der auch das Brandenburger Tor erbaut hat. Angefertigt wurden sie für König Jérôme Bonaparte, den Bruder Napoleons, der 1807–1813 in Kassel residierte, womit sie auch ein Stück deutsch-französischer Geschichte symbolisieren. Sie geben den Räumlichkeiten, wo regelmäßig Staatsbesucher aus aller Welt empfangen werden, wieder eine repräsentative Note. Um die historischen Möbel und Bilder mit zeitgenössischer Kunst zu kombinieren, initiierte Weizsäcker den Austausch von Gemälden mit deutschen Museen, um Gästen wechselnde klassische und moderne deutsche Kunst zu präsentieren. Zwei Räume blieben jedoch mit ihrer Ausstattung im Stil der Nachkriegsmoderne erhalten.
Ab Mitte der 1990er Jahre häuften sich die technischen Pannen wie ausfallender Strom oder Wasser, ein steckenbleibender Aufzug oder schlechte Klimatisierung im Sommer, sodass Bundespräsident Roman Herzog das Schloss als „Bruchbude“ bezeichnete. Deswegen wurde in den Jahren 2004/2005 eine Sanierung und grundlegende Erneuerung der technischen Ausstattung durchgeführt. Die Repräsentationsräume zeigen sich auch nach dieser jüngsten Renovierung im Stil der 1980er Jahre, in denen eine behutsame Annäherung an alte Dekorationsformen mit teilweise neuen Materialien versucht wurde. Aus Denkmalschutzgründen werden zwei Salons mit dem dunkelgetäfelten Interieur der 1950er Jahre erhalten. Die früheren Wohnräume im linken Seitenflügel sind zu einem Bürotrakt für den Präsidenten umgebaut worden. Als Wohnsitz dient den Bundespräsidenten seit 2004 die Villa Wurmbach in Berlin-Dahlem.

## Nutzungsgeschichte

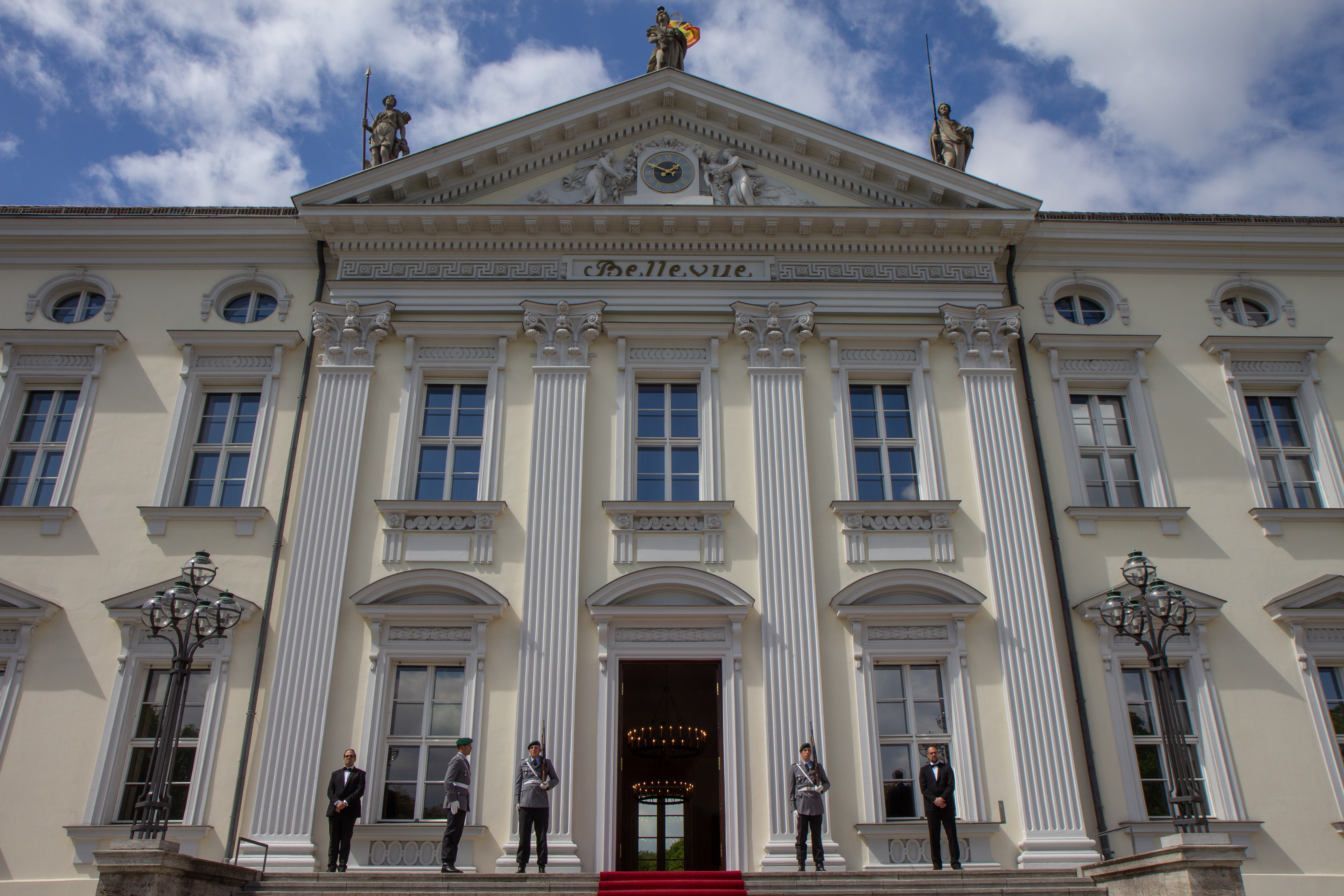
Schlossportal mit Ehrenwache der Bundeswehr

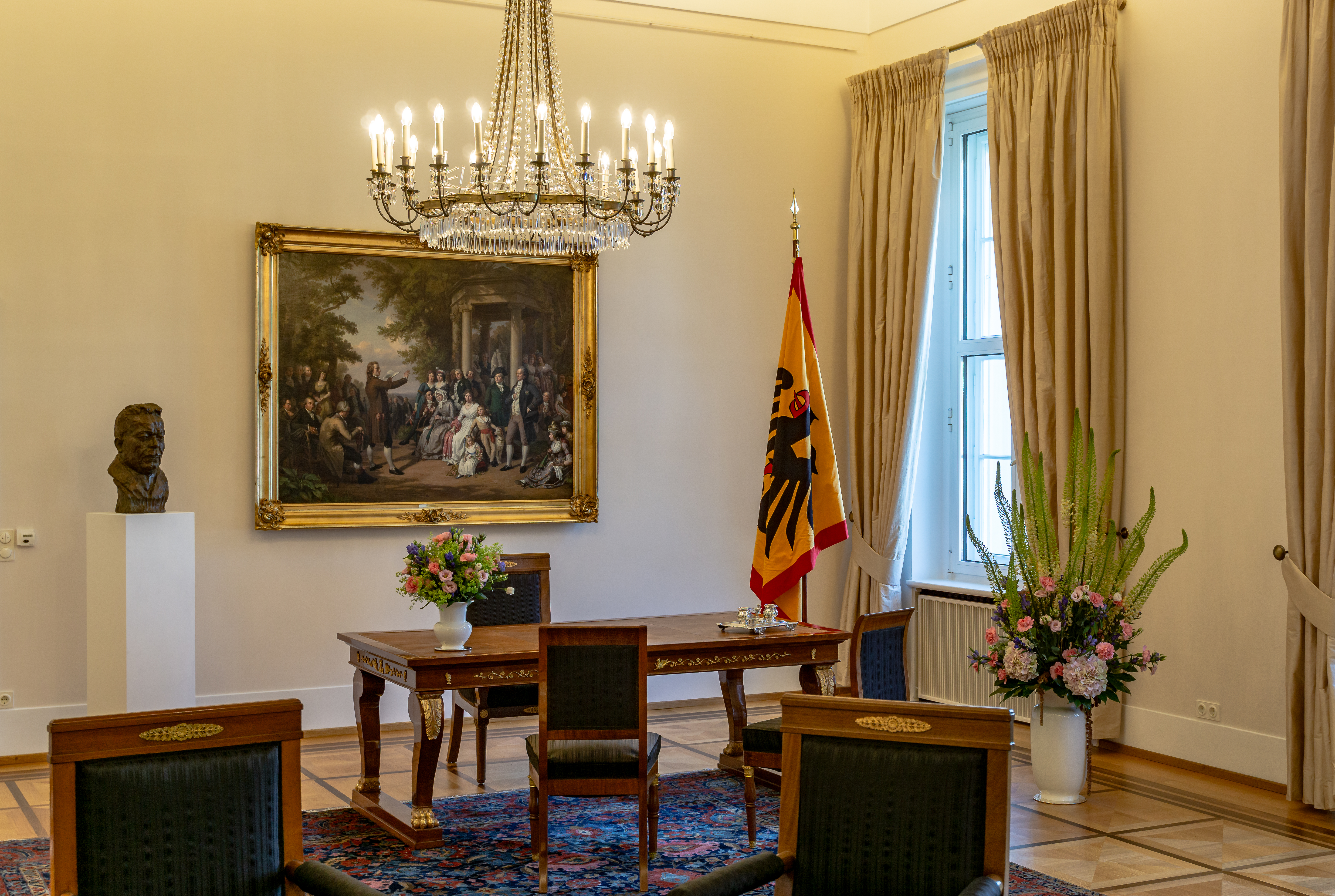
Amtszimmer des Bundespräsidenten im Erdgeschoss, an der Wand das Gemälde Der Weimarer Musenhof von Theobald von Oer, 1860

Prinz Ferdinand von Preußen nutzte es bis zu seinem Tod 1813 als Lustschloss und Landsitz. Es sollte als Wohnschloss dienen, repräsentative Ansprüche standen nicht im Vordergrund. Der umgebende Park zählte zu den schönsten preußischen Landschaftsgärten. Gäste von Prinz Ferdinand waren unter anderem Napoleon, die Brüder Humboldt und Friedrich Schiller. Danach wohnte sein Sohn Prinz August von Preußen, der Chef und Reformer der preußischen Artillerie dort. Durch Erbschaft fiel es 1843 an König Friedrich Wilhelm IV., der 1844 in einem Flügel des Erdgeschosses das erste Museum für zeitgenössische Kunst in Preußen einrichten ließ – diese Vaterländische Galerie war der Vorgänger der Nationalgalerie. Nach deren Auszug 1865 wurde das Schloss bis 1918 wieder vom Hof genutzt, teils als Wohnsitz für Angehörige des Königshauses, teils als Gästehaus; Kaiser Wilhelm II. ließ hier seinen sieben Kindern Privatunterricht erteilen.
Der Unterhalt des Hofstaates war eine teure und personalaufwendige Angelegenheit, wie ein Blick auf den Hofstaat des Schlosses Bellevue im Jahr 1870 zeigt:
- Cafétier(e)
- Frotteur
- Garderobenfrau
- Gartenkutscher
- Hofdamenjungfer
- Hofgärtner
- Kammerfrau
- Kehrfrauen
- Kellereidiener
- Kinderfrauen
- Köchin
- Kutscher
- Kammerdiener
- Lakai
- Leibjäger
- Mundkoch
- Portier
- Reitknechte
- Sattelmeister
- Schlossdiener und Schlossdienerin
- Vorreiter

Im Ersten Weltkrieg diente das Schloss ab 1916 der Obersten Heeresleitung, der Regierung und den mit Deutschland alliierten Mittelmächten (Österreich-Ungarn, Osmanisches Reich, Bulgarien) als Besprechungsort. General Erich Ludendorff wurde hier, gegen seinen Willen, am 26. Oktober 1918 von dem damaligen Staatsoberhaupt und letzten deutschen Kaiser entlassen, ohne sich zu einer für Soldaten üblichen anderen Verwendung bereit zu erklären. Der Vorgang im Schloss Bellevue, 14 Tage vor dem Sturz des Kaisers, markiert – so der Historiker Manfred Nebelin – die Rückgewinnung des seit dem Sturz des Reichskanzlers Bethmann-Hollweg verloren gegangenen Primats der Politik über das Militärische.
Nach dem Ersten Weltkrieg stand das Schloss zunächst leer. 1928 ging es vom Haus Hohenzollern an den Freistaat Preußen über. Von 1929 an diente es als Bürogebäude, Volksküche und Ausstellungshalle. Die Seitenflügel enthielten Mietwohnungen, bis 1935 war das Staatliche Museum für Deutsche Volkskunde dort untergebracht. 1938 erwarb es das Reich. Nach dem Umbau 1938 erfüllte das Schloss unter Hitler die Funktion als Gästehaus der Reichsregierung bis zum Beginn des Zweiten Weltkriegs allerdings nur ein Mal. 1939 bezog der Reichsminister und Leiter der Präsidialkanzlei, Otto Meissner, das Schloss als neue Residenz und Wohnung, nachdem er seine bisherigen Räumlichkeiten im Reichspräsidentenpalais an Reichsaußenminister Joachim von Ribbentrop hatte abgeben müssen.

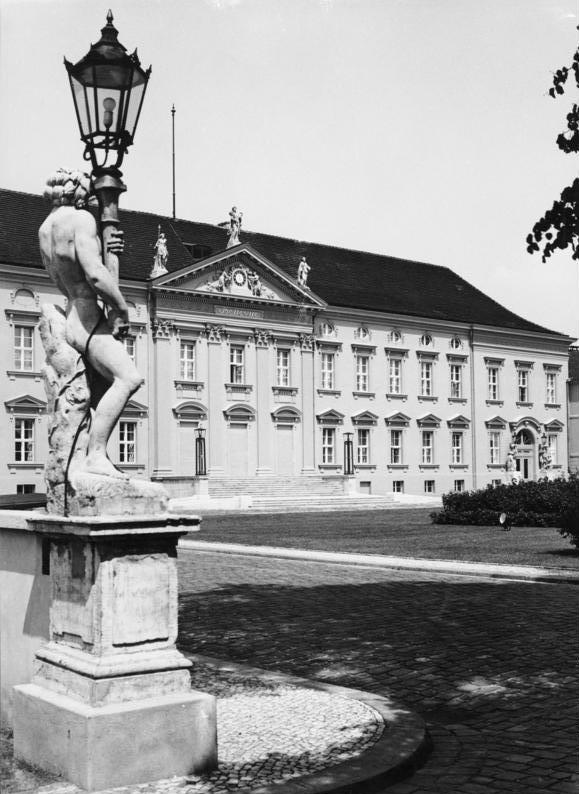
Ansicht des Mittelbaus vom Ehrenhof, 1939
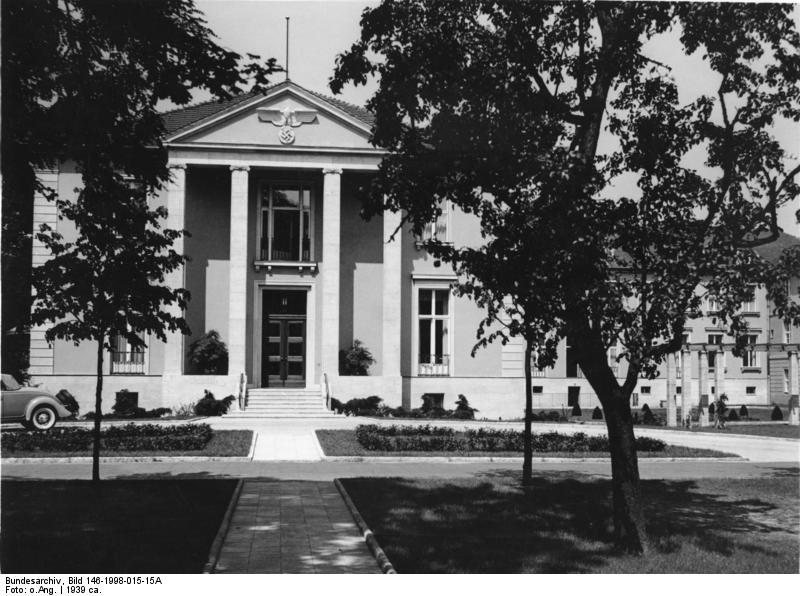
Ansicht des ehemaligen Ministerflügels von Süden, 1939
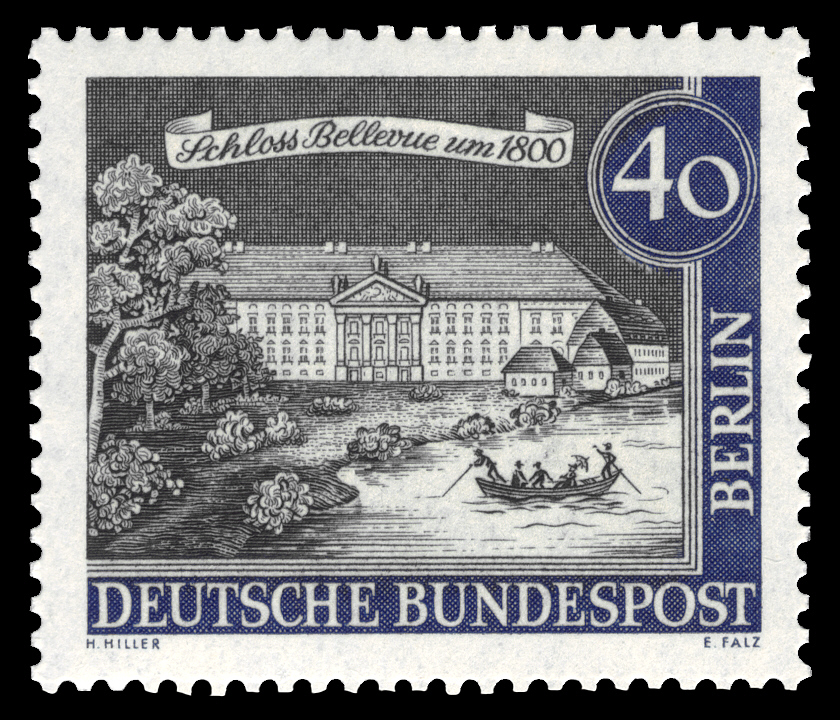
Schloss Bellevue um 1800, Briefmarke der Deutschen Bundespost Berlin, 1962

Mit der Gründung der Bundesrepublik Deutschland 1949 wurde das Schloss Bundeseigentum. Ab 1957 diente es neben der Villa Hammerschmidt in Bonn als zweiter und Berliner Amtssitz des Bundespräsidenten, der es allerdings nur gelegentlich nutzte, beispielsweise für Konzertveranstaltungen. Am 18. Juni 1959 übernahm Theodor Heuss die Baulichkeiten offiziell.
Im Jahr 1991 wurde die Bewachung des Schlosses von der Berliner Polizei an den damaligen Bundesgrenzschutz (heute: Bundespolizei) abgegeben.
1994 verlegte Richard von Weizsäcker seinen ersten Amtssitz hierher. Von 1996 bis 1998 wurde in unmittelbarer Nachbarschaft nach Plänen der Architekten Gruber + Kleine-Kraneburg das Bundespräsidialamt für ca. 100 Millionen Mark errichtet (kaufkraftbereinigt in heutiger Währung: rund 82,3 Millionen Euro). Roman Herzog war der einzige Bundespräsident, der auch selbst im Schloss wohnte (1994–1999). Mit dem Amtswechsel zu Johannes Rau baute man die Wohnung in Verwaltungsräume um. Seit 1999 residiert das Staatsoberhaupt in der Villa Wurmbach in Berlin-Dahlem.
Während der Renovierung (2004/2005) hatte der Bundespräsident sein Büro in das benachbarte Bundespräsidialamt verlegt. Für repräsentative Zwecke wurde währenddessen das Schloss Charlottenburg genutzt, etwa für die Ernennung von Angela Merkel zur Bundeskanzlerin am 22. November 2005. Anfang Januar 2006 wurde Bellevue dem Bundespräsidenten wieder als Amtssitz übergeben.
Das Bundespräsidialamt beschäftigt derzeit etwa 240 Mitarbeiterinnen und Mitarbeiter, wobei das Büro des Bundespräsidenten weiterhin in Schloss Bellevue angesiedelt ist. Heute gibt es 15 repräsentative Räume in Schloss Bellevue (Erdgeschoss: privates Arbeitszimmer, Amtszimmer, Salon Ehrenhof, Gartensalon, Damensalon, Garderobe, Galerie. Obergeschoss: Salon I, Salon II, Musikzimmer, Langhanssaal, Salon Ferdinand, Salon Luise, Schinkelsaal, Großer Saal). Das Schloss Bellevue dient nicht nur repräsentativen Anlässen wie Staatsbesuchen und Neujahrsempfängen, sondern öffnet auch für Bürger bei Veranstaltungen wie dem Tag der offenen Tür und Ehrungen für ehrenamtliches Engagement.
Das historische Schloss Bellevue wird umfassend renoviert, um es zukunftsfähig, klimaneutral und den aktuellen Sicherheitsstandards entsprechend zu gestalten. Die Bauarbeiten sollen ab 2025 beginnen, und das Bundespräsidialamt wird vorübergehend in dem Neubau für etwa 205 Millionen Euro im Regierungsviertel untergebracht, der später von einer anderen Bundesbehörde genutzt wird.

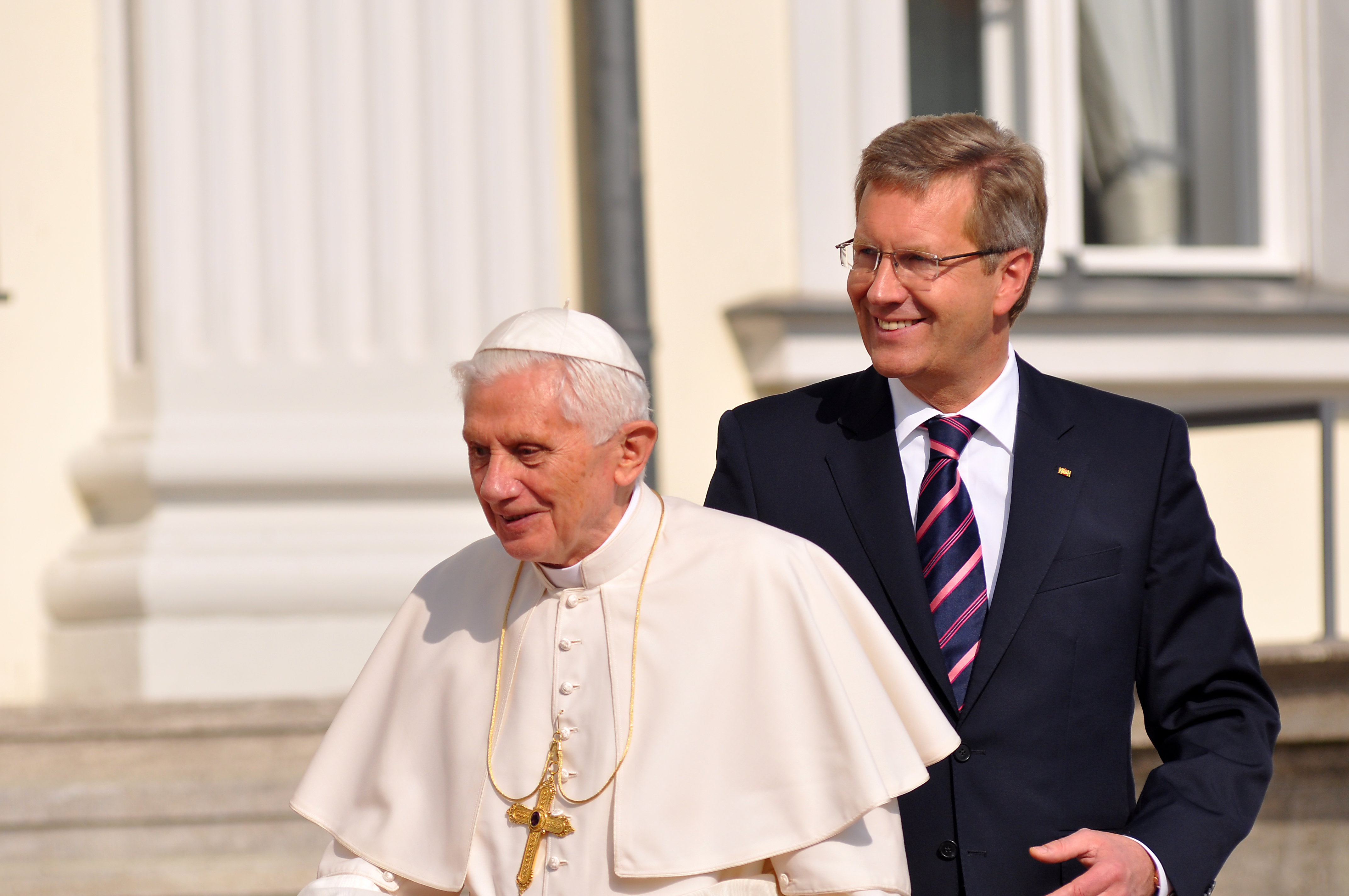
Bundespräsident Christian Wulff empfängt Papst Benedikt XVI.
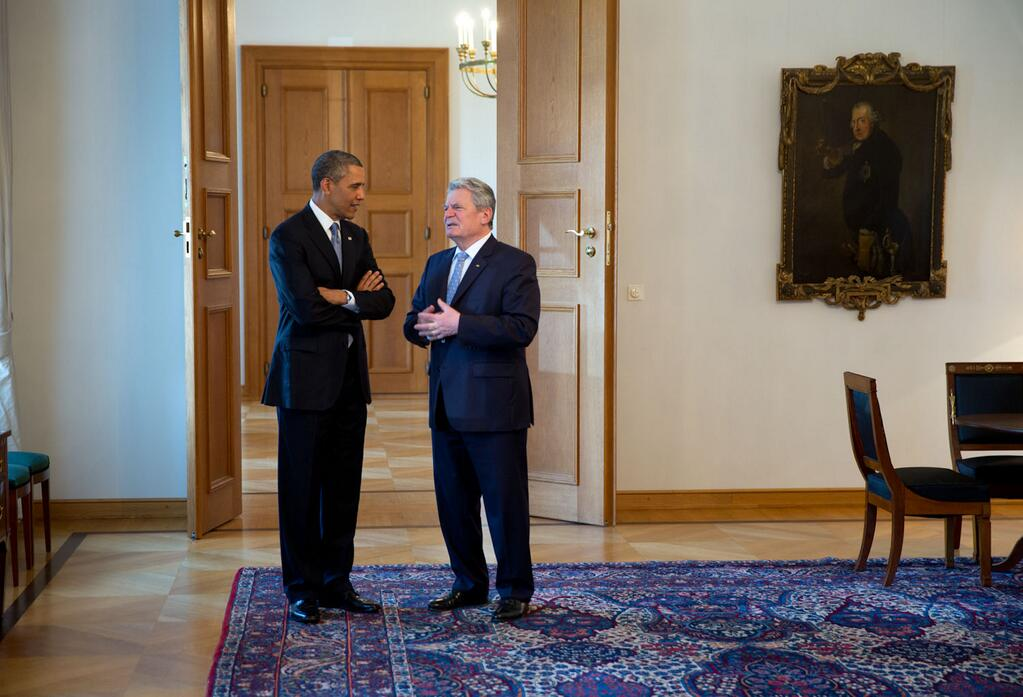
Bundespräsident Joachim Gauck empfängt US-Präsident Barack Obama
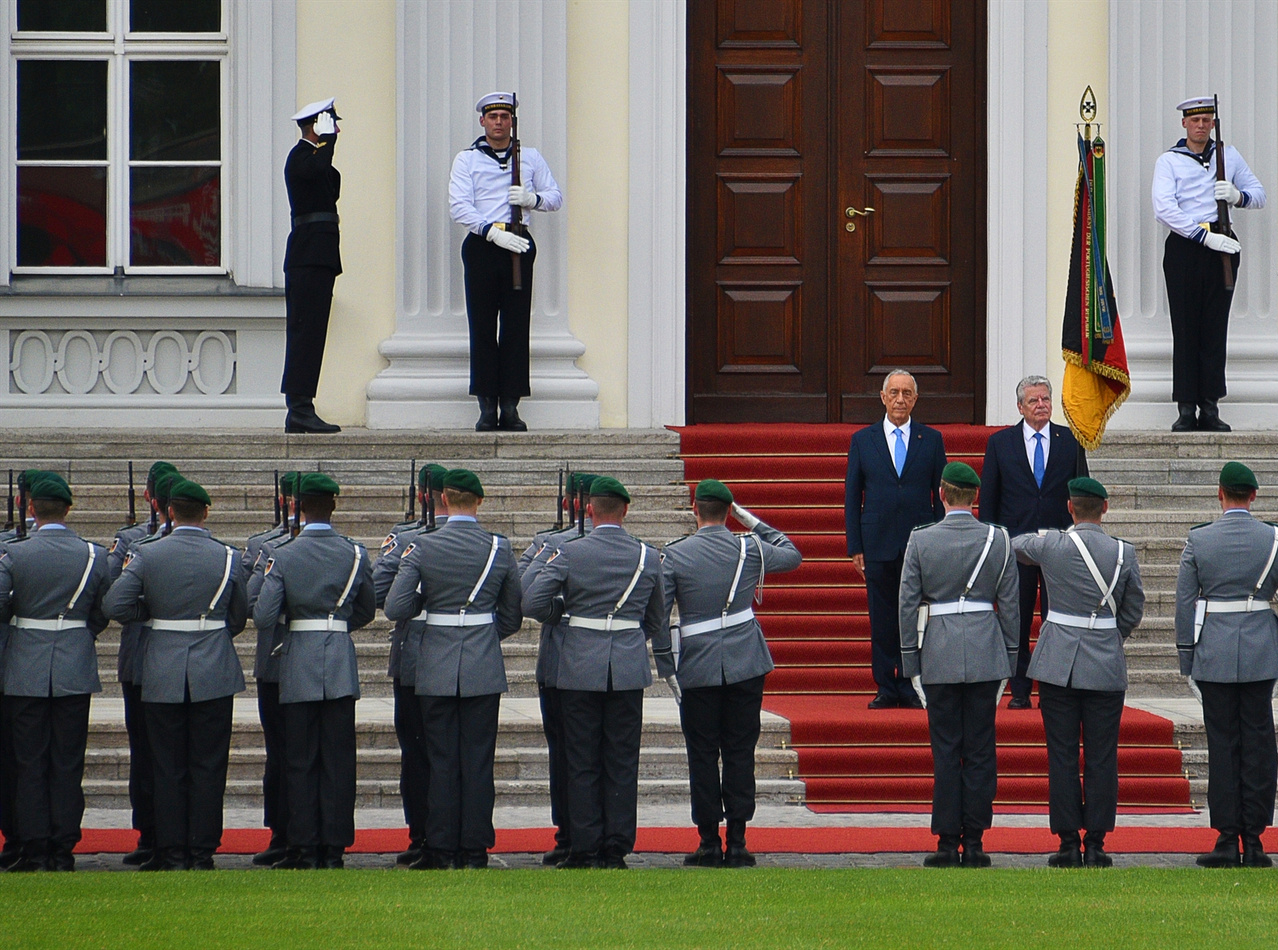
Begrüßung des portugiesischen Staatspräsidenten mit dem Wachbataillon
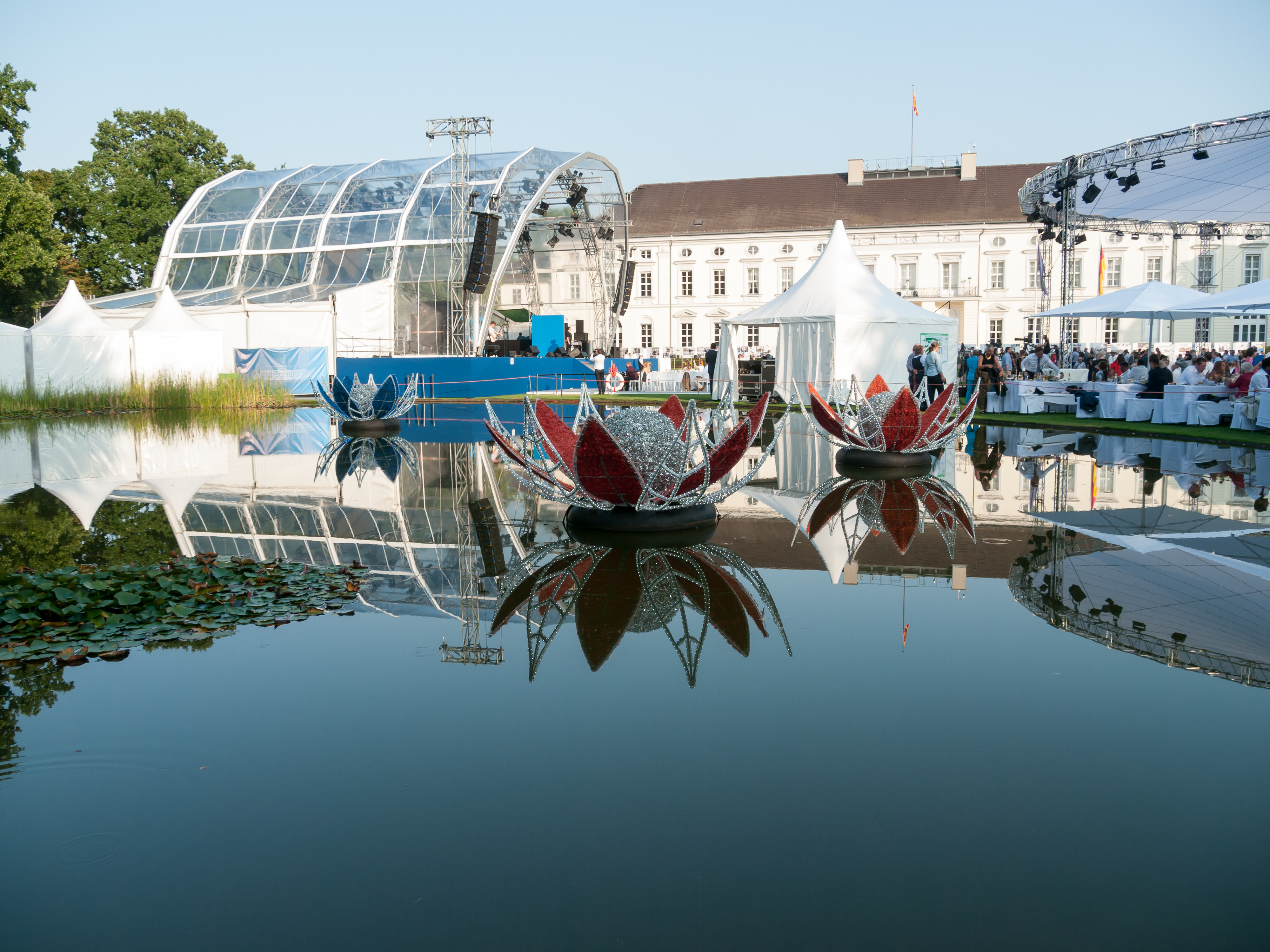
Bürgerfest 2019
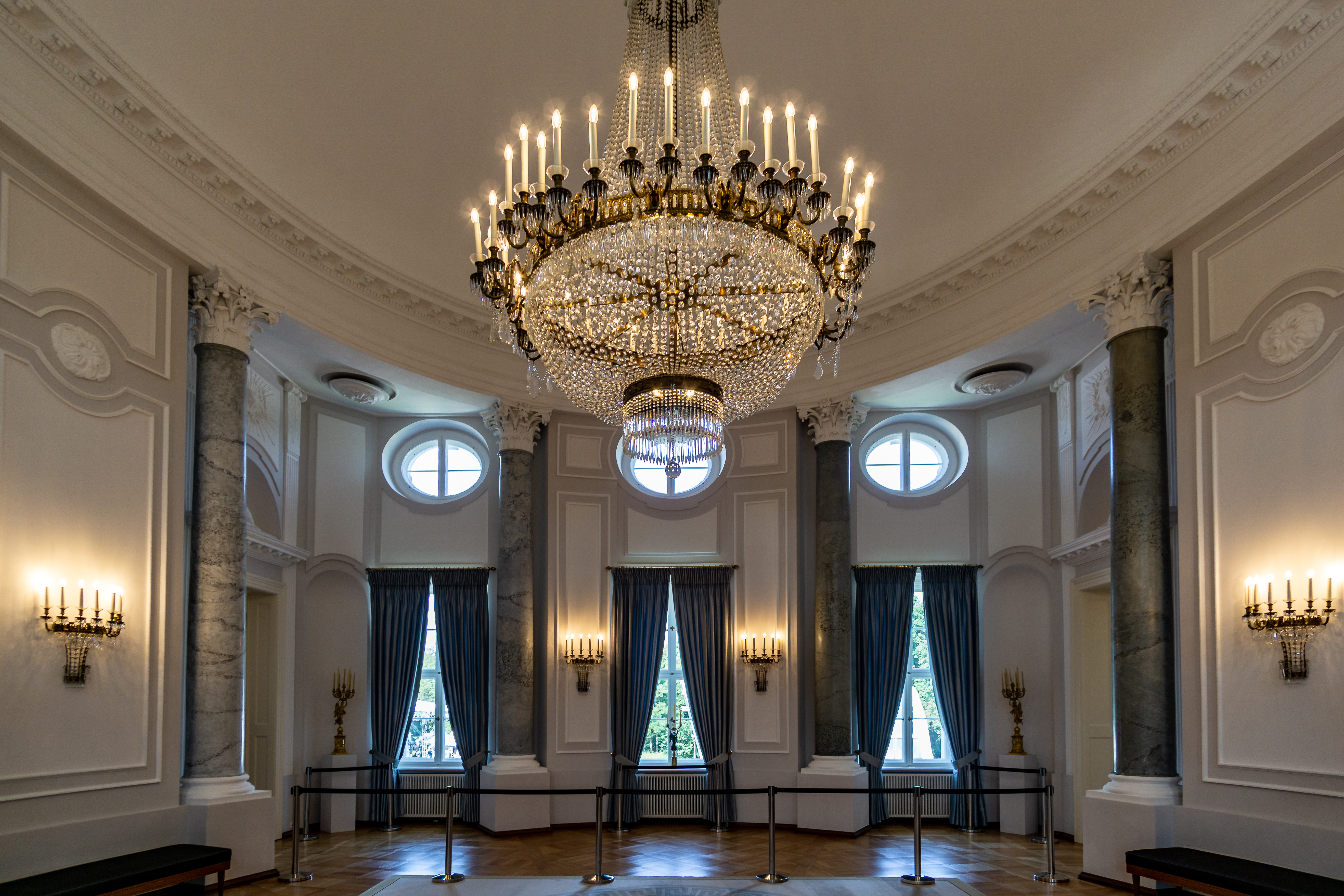
Historischer Langhanssaal im Obergeschoss
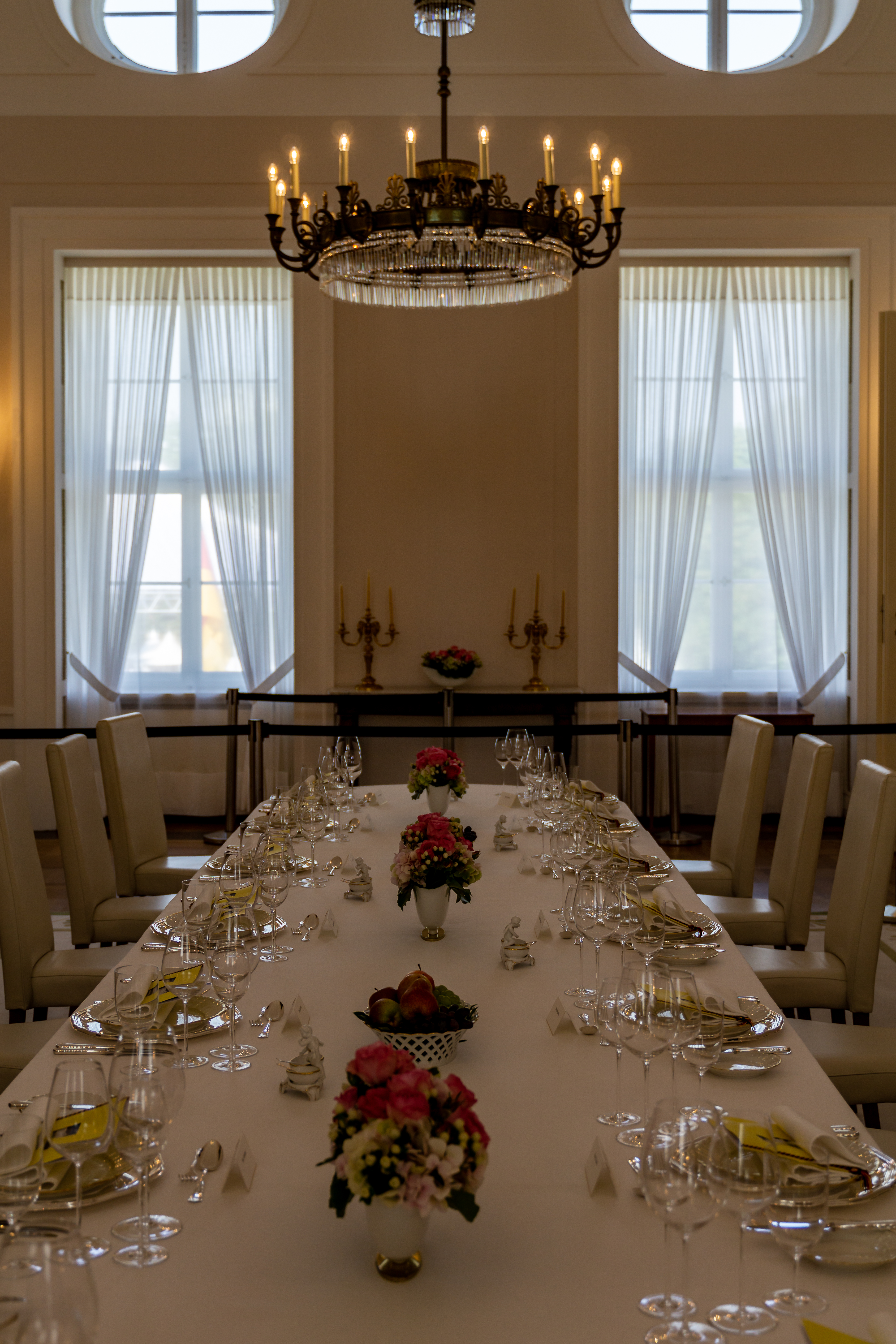
Schinkel-Saal
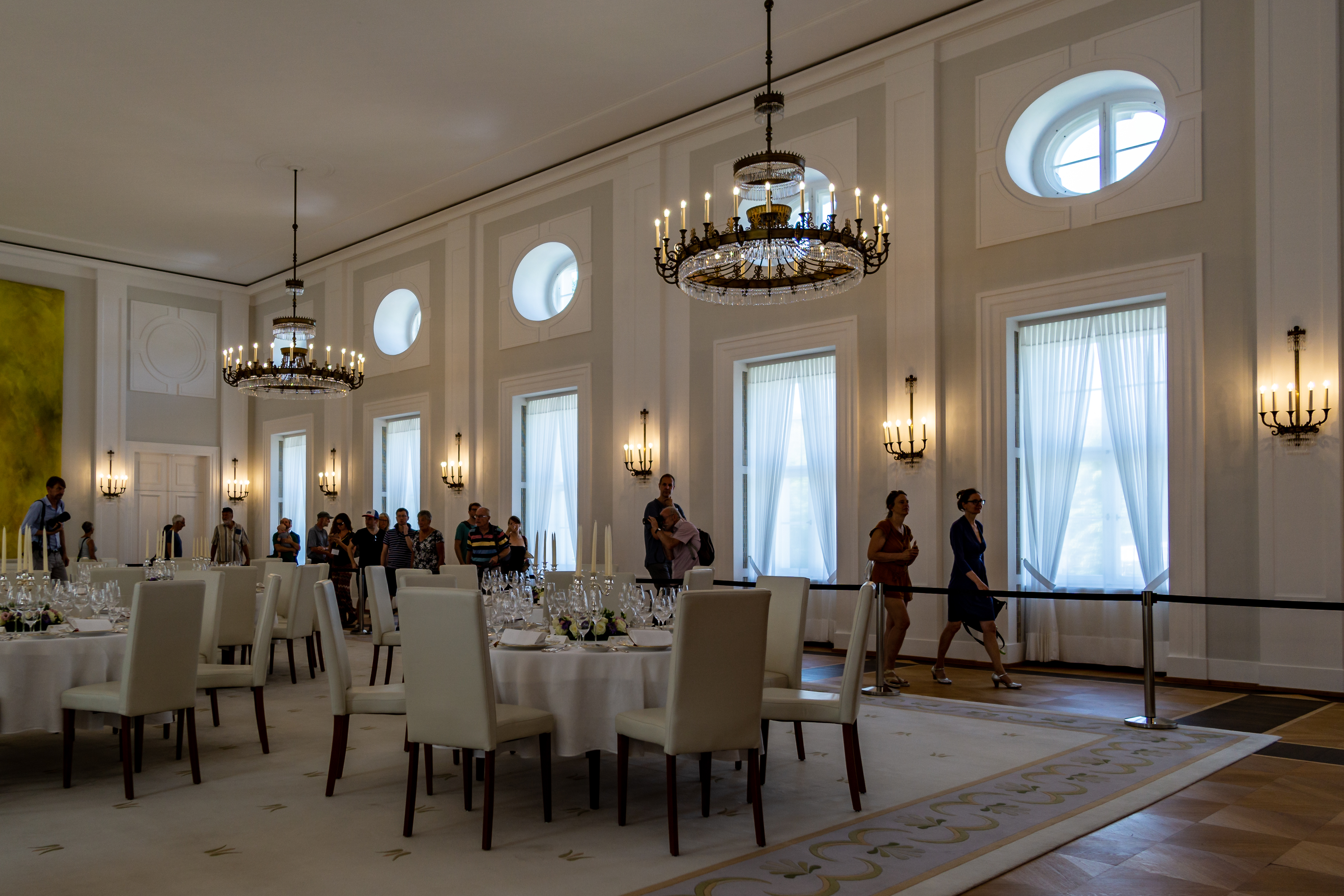
Großer Saal mit Tischen für ein Dîner
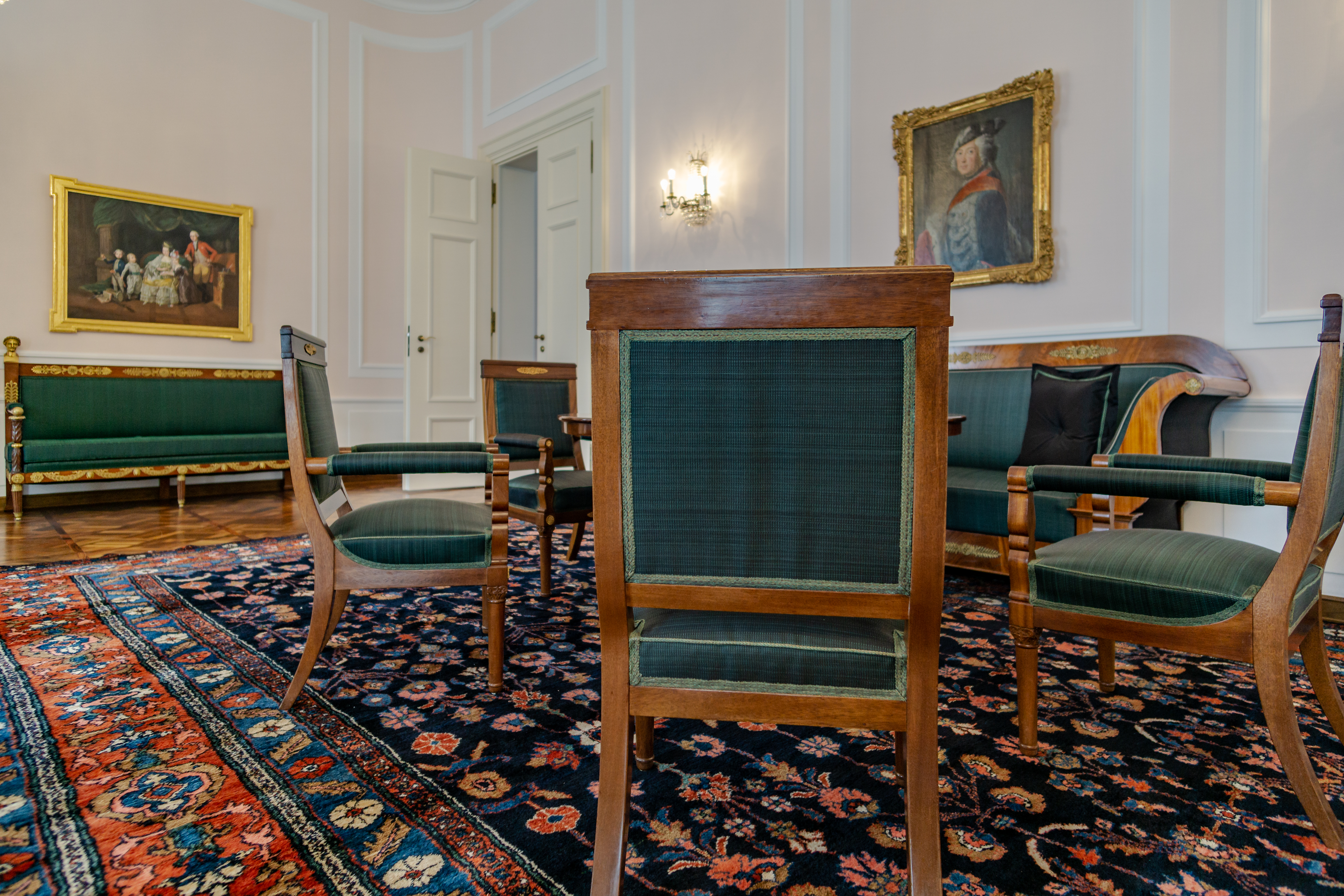
Salon Ferdinand
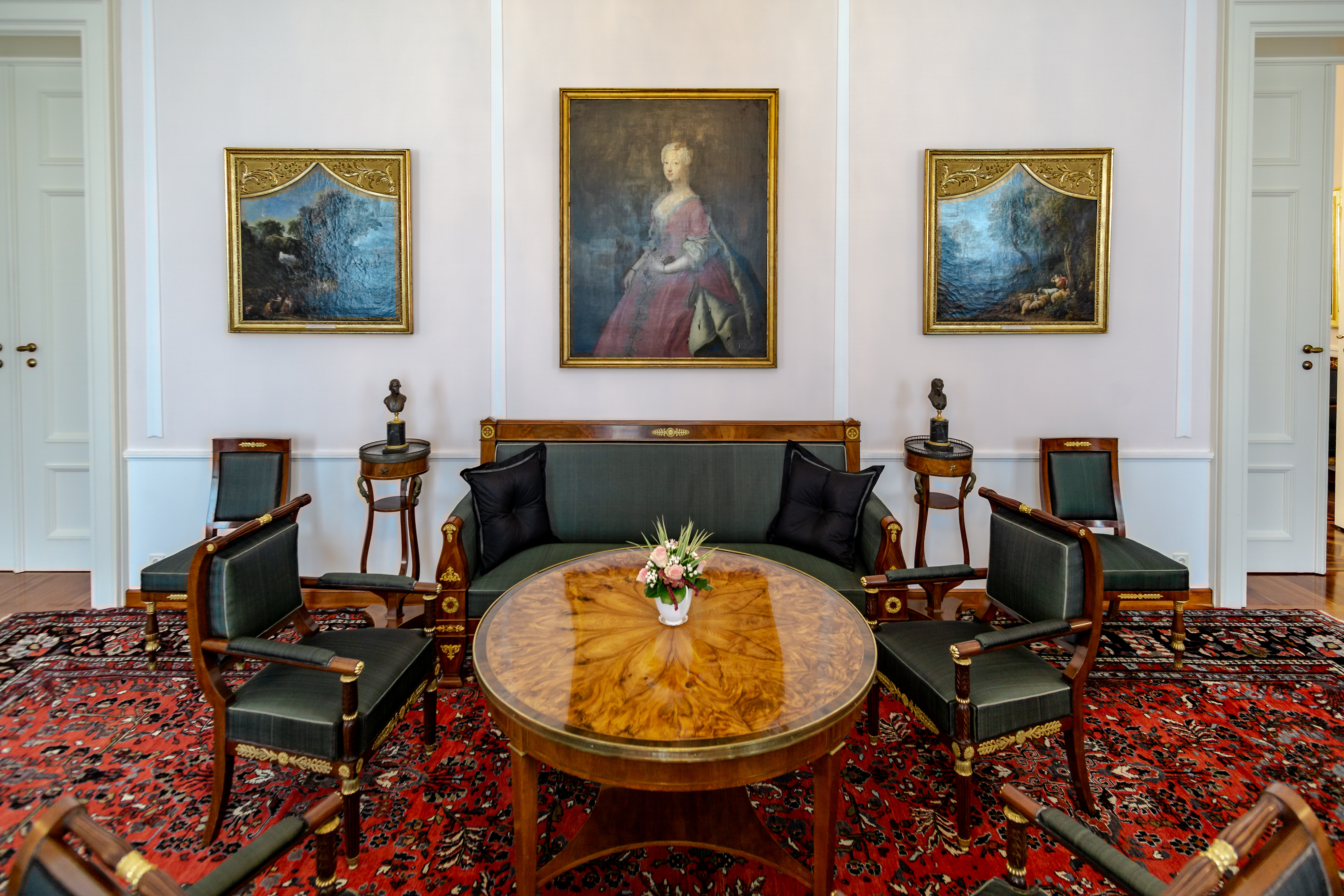
Salon Luise

## Porträts der Bundespräsidenten
2010 erhielt der Maler Volker Henze auf Anregung des früheren Bundespräsidenten Horst Köhler von dessen Nachfolger Christian Wulff den Auftrag, alle bisherigen Amtsinhaber in Öl zu porträtieren. Im September 2012 wurden die Gemälde in der Galerie im Erdgeschoss des Amtssitzes des Bundespräsidenten im Schloss Bellevue öffentlich präsentiert. An den Arbeiten wurde schon bald nach dem Hängen öffentlich Kritik geübt, dies besonders von Christina Rau und von Peter Raue. Letzterer äußerte sich drastisch („Die Bilder sind erdrückend und scheußlich“). Joachim Gauck ließ die Bilder in den Vorraum zu seinem Amtszimmer umhängen, der als deutlich weniger repräsentativ angesehen wird. Der Kunsthistoriker Eugen Blume, der die Entstehung der Porträts im Auftrag des Bundespräsidialamts begleitet hatte, kritisierte diese Entscheidung.

## Beflaggung

Standarte des Bundespräsidenten

Meist weht die Standarte des Bundespräsidenten auf dem Dach des Schlosses. Sie wird nur eingeholt, sobald der Bundespräsident das Berliner Stadtgebiet verlässt,
1. um sich außerhalb der Bundesrepublik Deutschland aufzuhalten (zum Beispiel während eines Staatsbesuches) oder
2. um Termine in seinem Bonner Amtssitz, der Villa Hammerschmidt, oder
3. um Termine in einem Gästehaus in den Bundesländern wahrzunehmen.

Bei seiner Ankunft im Berliner Stadtgebiet wird sie wieder gehisst.

## Sonstiges

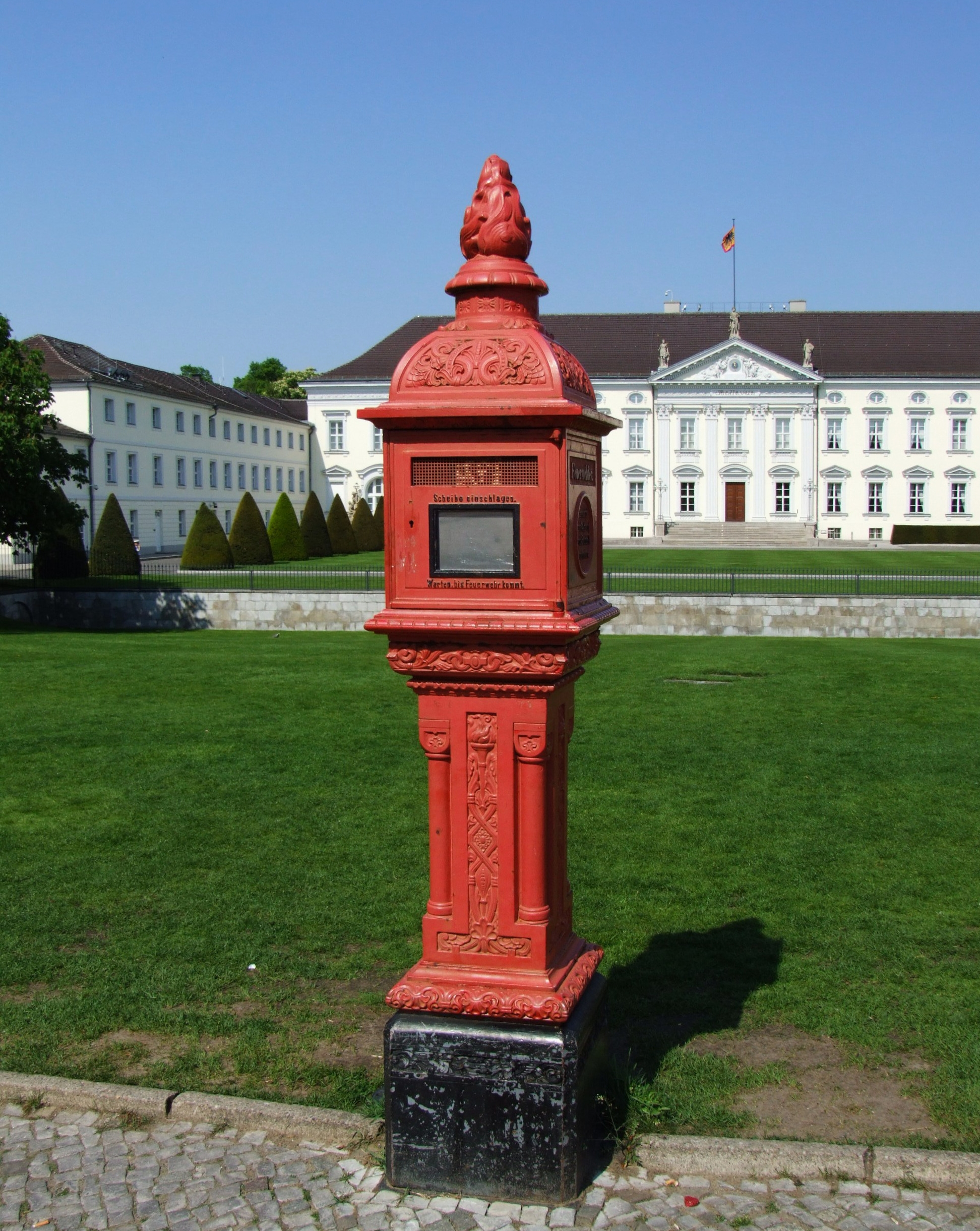
Feuermelder vor dem Schloss Bellevue

- Schloss Bellevue, das sich unweit von Siegessäule, Bundestag und Brandenburger Tor direkt am Spreeufer befindet, ist das älteste Bauwerk unter den Gebäuden, die von der Regierung, dem Parlament und der Bundesverwaltung in Berlin genutzt werden.[3]
- Unter dem Schloss Bellevue liegt ein 1941 eingebauter Bunker, der ursprünglich zum Schutz der Gäste diente und heute unter Wasser steht.[15]
- Der Schlosspark musste nach dem Zweiten Weltkrieg neu gestaltet werden und dient heute nicht nur als Ort für den Empfang von Staatsbesuchen mit militärischen Ehren, sondern auch als Austragungsort für Bürgerfeste und den Tag der offenen Tür.[15]
- In der Verkleidung der niederländischen Königin Beatrix gelang es dem Komiker Hape Kerkeling im Jahr 1991, vor Eintreffen der echten Königin am Schloss Bellevue vorzufahren.[30]
- Vor dem Schloss Bellevue befindet sich ein oft fotografierter, historischer roter Feuermelder.[31]
- Zur verbesserten Sicherheit des Bundespräsidenten wurden im Amtszimmer Panzerglasfenster installiert, unterstützt von einer optimierten Rundum-Videoüberwachung, Geräusch- und Bewegungsmeldern sowie automatisch bedienbaren Fensterjalousien.[3]